# Lista de regiões ecológicas marinhas
Região ecológica marinha ou Região biogeográfica marinha é uma área geográfica de água salgada pertencente ao mar cujas "fronteiras naturais" são definidas pela natureza (não pelo ser humano) e que se distingue de outras áreas por sua fauna (animais marinhos), flora (plantas marinhas), e outros fatores.

## Zonas Ecológicas Marinhas classificadas pelo WWF (World Wildlife Fund)
Estas Zonas Ecológicas marinhas são baseadas nos trabalhos de Mark D. Spalding, Helen E. Fox, Gerald R. Allen e Nick Davidson e Outros, sobretudo no artigo científico "Marine Ecoregions of the World: A Bioregionalization of Coastal and Shelf Areas", publicado na revista Bioscience, vol. 57, n.º 7.
De acordo com a investigação acima citada, as ecozonas marinhas podem ser descritas e organizadas em Reinos ou Domínios (Realms), correspondendo às áreas marinhas maiores; Províncias (Provinces), correspondendo às áreas marinhas intermédias, e Ecoregiões (Ecoregions), correspondendo às áreas marinhas mais pequenas, de acordo com o seu tipo de biologia e ecossistema. Há assim 232 regiões ecológicas ou ecorregiões marinhas que se incluem em 62 províncias e estas, por sua vez, incluem-se em 12 Reinos ou Domínios. Há ainda 5 biomas marinhos (que equivalem aos tipos de habitat principal das regiões de água doce e aos biomas terrestres das regiões terrestres).
- Ártico
  - 1. Ártico (sem províncias identificadas)
    - 1. Gronelândia Norte
    - 2. Islândia Norte e Leste
    - 3. Plataforma da Gronelândia Leste
    - 4. Plataforma da Gronelândia Oeste
    - 5. Grandes Bancos do Norte-Labrador Sul
    - 6. Labrador Norte
    - 7. Baía de Baffin-Estreito de Davis
    - 8. Complexo de Hudson
    - 9. Enseada de Lancaster
    - 10. Arquipélago do Alto Ártico
    - 11. Mar de Beaufort-Golfo de Amundsen-Enseada Visconde Melville-Golfo da Rainha Maud
    - 12. Mar de Beaufort-Plataforma e Costa Continental
    - 13. Mar Chukchi
    - 14. Mar de Bering Leste
    - 15. Mar da Sibéria Oriental
    - 16. Mar de Laptev
    - 17. Mar de Kara
    - 18. Mar de Barents Norte e Leste
    - 19. Mar Branco
- Atlântico Norte Temperado
  - 2. Mares Europeus do Norte
    - 20. Islândia Sul e Oeste
    - 21. Planalto das Faroé
    - 22. Noruega Sul
    - 23. Noruega Norte e Finnmark
    - 24. Mar Báltico
    - 25. Mar do Norte
    - 26. Mares Celtas

  - 3. Lusitana (província biogeográfica marinha que abrange grande parte do Oceano Atlântico Nordeste)
    - 27. Plataforma Atlântica da Europa Sul (região biogeográfica marinha que inclui desde o Golfo Cantábrico ou da Biscaia ao mar costeiro da plataforma continental do oeste atlântico da Península Ibérica, águas da parte norte do Estreito de Gibraltar e áreas adjacentes)
    - 28. Afloramento ou Ressurgência do Saara (região biogeográfica marinha que inclui que inclui a plataforma continental do Noroeste de África e áreas adjacentes, corresponde ao mar costeiro de Marrocos e do Saara Ocidental)
    - 29. Açores-Madeira-Canárias (região biogeográfica marinha que inclui as águas marinhas dos arquipélagos dos Açores, Madeira e Canárias)

  - 4. Mar Mediterrâneo (província biogeográfica marinha cuja única comunicação natural é com o Oceano Atlântico através do Estreito de Gibraltar sendo um mar quase interior)
    - 30. Mar Adriático
    - 31. Mar Egeu
    - 32. Mar Levantino
    - 33. Planalto Tunisino-Golfo de Sidra
    - 34. Mar Jónico
    - 35. Mediterrâneo Ocidental
    - 36. Mar de Alborão

  - 5. Atlântico Noroeste Temperado Frio
    - 37. Golfo de São Lourenço-Plataforma da Nova Escócia Leste
    - 38. Grandes Bancos do Sul-Terra Nova Sul
    - 39. Plataforma da Nova Escócia
    - 40. Golfo do Maine-Bay of Fundy
    - 41. Virginiana

  - 6. Atlântico Noroeste Temperado Quente
    - 42. Caroliniana
    - 43. Golfo do México Norte

  - 7. Mar Negro
    - 44. Mar Negro (Ponto Euxino)
- Pacífico Norte Temperado
  - 8. Pacífico Noroeste Temperado Frio
    - 45. Mar de Okhotsk
    - 46. Plataforma e Costa de Kamchatka
    - 47. Corrente de Oyashio
    - 48. Honshu Norte
    - 49. Mar do Japão / Mar Oriental da Coreia
    - 50. Mar Amarelo

  - 9. Pacífico Noroeste Temperado Quente
    - 51. Corrente de Kuroshio Central
    - 52. Mar da China Oriental

  - 10. Pacífico Nordeste Temperado Frio
    - 53. Ilhas Aleutas
    - 54. Golfo do Alasca
    - 55. Terra de Fiordes do Pacífico da América do Norte
    - 56. Mar Salish / (Puget Trough / Georgia Basin)
    - 57. Plataforma e Costa do Oregon, Washington e Vancouver (Bacia de Cascádia)
    - 58. Califórnia Norte

  - 11. Pacífico Nordeste Temperado Quente
    - 59. Baía do Sul da Califórnia
    - 60. Corteziana (Golfo da Califórnia ou Mar de Cortés / Cortez)
    - 61. Transição de Magdalena
- Atlântico Tropical
  - 12. Atlântico Noroeste Tropical
    - 62. Bermudas
    - 63. Baamiana
    - 64. Caraíbas Leste
    - 65. Grandes Antilhas
    - 66. Caraíbas Sul
    - 67. Caraíbas Sudoeste
    - 68. Caraíbas Oeste
    - 69. Golfo do México Sul
    - 70. Florida

  - 13. Plataforma do Norte do Brasil
    - 71. Guiana
    - 72. Amazónia

  - 14. Atlântico Sudoeste Tropical
    - 73. Ilhas de São Pedro e São Paulo
    - 74. Fernando de Noronha e Atol das Rocas
    - 75. Brasil Nordeste
    - 76. Brasil Leste
    - 77. Ilhas da Trindade e Martim Vaz

  - 15. Ilhas de Santa Helena, Ascensão e Tristão da Cunha
    - 78. Ilhas de Santa Helena, Ascensão e Tristão da Cunha

  - 16. Transição da África Ocidental
    - 79. Cabo Verde
    - 80. Afloramento ou Ressurgência Saeliana

  - 17. Golfo da Guiné
    - 81. Golfo da Guiné Oeste
    - 82. Afloramento ou Ressurgência do Golfo da Guiné
    - 83. Golfo da Guiné Central
    - 84. Ilhas do Golfo da Guiné
    - 85. Golfo da Guiné Sul
    - 86. Angolana
- Indo-Pacífico Ocidental
  - 18. Mar Vermelho e Golfo de Aden
    - 87. Mar Vermelho Norte e Central
    - 88. Mar Vermelho Sul
    - 89. Golfo de Aden

  - 19. Árabe e Somali
    - 90. Golfo Persa / Golfo Árabe
    - 91. Golfo de Oman
    - 92. Mar Arábico Oeste
    - 93. Costa Somali Central

  - 20. Oceano Índico Ocidental
    - 94. Costa da Corrente da Monção do Norte
    - 95. Costa de Coral da África oriental
    - 96. Seychelles
    - 97. Cargados Carajos / Ilha Tromelin
    - 98. Ilhas Mascarenhas
    - 99. Madagáscar Sudeste
    - 100. Madagáscar Oeste e Norte
    - 101. Baía de Sofala / Costa Pantanosa
    - 102. Baía de Maputo / Baía da Lagoa (Delagoa Bay)

  - 21. Plataforma do Índico Oeste e Sul
    - 103. Índia Ocidental
    - 104. Índia do Sul e Sri Lanka

  - 22. Ilhas Oceânicas do Índico Central
    - 105. Maldivas
    - 106. Arquipélago de Chagos

  - 23. Baía de Bengala
    - 107. Índia Oriental
    - 108. Baía de Bengala Norte

  - 24. Andamão
    - 109. Ilhas Andamão e Nicobar
    - 110. Costa do Mar de Coral de Andamão
    - 111. Sumatra Oeste
- Indo-Pacífico Central
  - 25. Mar do Sul da China
    - 112. Golfo de Tonquim
    - 113. China Meridional
    - 114. Ilhas Oceânicas do Mar da China Meridional

  - 26. Plataforma de Sunda
    - 115. Golfo da Tailândia
    - 116. Vietnam Sul
    - 117. Plataforma de Sunda / Mar de Java
    - 118. Estreito de Malaca

  - 27. Transição de Java
    - 119. Java Sul
    - 120. Ilha de Cocos-Keeling / Ilha Christmas

  - 28. Kuroshio Sul
    - 121. Kuroshio Sul

  - 29. Pacífico Noroeste Tropical
    - 122. Ilhas Ogasawara
    - 123. Ilhas Marianas
    - 124. Ilhas Carolinas Leste
    - 125. Ilhas Carolinas Oeste

  - 30 Triângulo Coral Oeste
    - 126. Palawan / Borneo Norte
    - 127. Filipinas Orientais
    - 128. Mar das Celebes (Sulawesi) / Estreito de Macaçar (Makassar)
    - 129. Halmahera
    - 130. Papua
    - 131. Mar de Banda
    - 132. Pequena Sunda
    - 133. Celebes Nordeste (Sulawesi Nordeste)

  - 31. Triângulo Coral Leste
    - 134. Mar de Bismarck
    - 135. Arquipélago das Ilhas Salomão
    - 136. Mar das Ilhas Salomão
    - 137. Papua Nova Guiné Sudeste

  - 32. Plataforma de Sahul
    - 138. Golfo de Papua
    - 139. Mar de Arafura
    - 140. Costa de Arnhem ao Golfo de Carpentaria
    - 141. Costa de Bonaparte
    - 33. Plataforma Australiana Nordeste
    - 142. Estreito de Torres - Grande Barreira de Recife Norte
    - 143. Grande Barreira de Recife Central e Sul

  - 34. Plataforma Australiana Noroeste
    - 144. Exmouth a Broome
    - 145. Ningaloo

  - 35. Pacífico Sudoeste Tropical
    - 146. Ilhas Tonga
    - 147. Ilhas Fiji
    - 148. Vanuatu
    - 149. Nova Caledonia
    - 150. Mar de Coral

  - 36. Ilhas Lord Howe e Norfolk
    - 151. Ilha de Lord Howe e Ilha de Norfolfk
- Indo-Pacífico Oriental
  - 37. Havai / Hawai'i
    - 152. Havai / Hawai'i

  - 38. Ilhas Marshall, Gilbert, e Ellice / Aorōkin Ṃajeḷ, Kiribati e Tuvalu
    - 153. Ilhas Marshall / Aorōkin Ṃajeḷ
    - 154. Ilhas Gilbert e Ellice / Kiribati e Tuvalu

  - 39. Central Polynesia
    - 155. Ilhas da Linha / Teraina
    - 156. Ilhas Phoenix / Tokelau / Cook do Norte (Rawaki / Tokelau / Kūki 'Āirani)
    - 157. Ilhas de Samoa

  - 40. Polinésia Sudeste
    - 158. Tuamotu
    - 159. Rapa-Pitcairn
    - 160. Cook do Sul / Ilhas Austrais (Kūki 'Āirani / Tuha'a Pae)
    - 161. Ilhas da Sociedade / Tōtaiete mā

  - 41. Marquesas / Te Henua ʻEnana
    - 162. Ilhas Marquesas / Te Henua ʻEnana

  - 42. Ilha da Páscoa / Rapa Nui
    - 163. Ilha da Páscoa / Rapa Nui
- Pacífico Oriental Tropical
  - 43. Pacífico Oriental Tropical
    - 164. Ilhas Revillagigedo
    - 165. Ilha Clipperton
    - 166. Pacífico Tropical Mexicano
    - 167. Chiapas–Nicarágua
    - 168. Nicoya
    - 169. Ilha dos Cocos
    - 170. Baía do Panamá
    - 171. Guayaquil

  - 44. Galápagos
    - 172. Ilhas Galápagos Norte
    - 173. Ilhas Galápagos Leste
    - 174. Ilhas Galápagos Oeste
- América do Sul Temperada
  - 45. Pacífico Sudeste Temperado Quente
    - 175. Peru Central
    - 176. Humboldtiana
    - 177. Chile Central
    - 178. Araucana

  - 46. Ilhas Juan Fernández e Desventuradas
    - 179. Ilhas Juan Fernández e Ilhas Desventuradas

  - 47. Atlântico Sudoeste Temperado Quente
    - 180. Brasil Sudeste
    - 181. Rio Grande
    - 182. Rio da Prata
    - 183. Plataforma Uruguay-Buenos Aires

  - 48. Magalhânica
    - 184. Golfos do Norte da Patagónia
    - 185. Plataforma Patagónica
    - 186. Ilhas Malvinas / Ilhas Falkland
    - 187. Canais e Fiordes do Sul do Chile
    - 188. Chiloense

  - 49. Tristão-Gough / Tristão da Cunha-Gonçalo Álvares
    - 189. Ilhas Tristão da Cunha e Ilha de Gonçalo Álvares / Ilha Gough
- África Meridional Temperada
  - 50 Benguela
    - 190. Namibe
    - 191. Namaqua

  - 51. Agulhas
    - 192. Banco das Agulhas
    - 193. Natal

  - 52. Ilha Amsterdão–Ilha de São Paulo
    - 194. Ilha Amsterdão–Ilha de São Paulo
- Australásia Temperada
  - 53. Nova Zelândia Norte
    - 195. Ilhas Kermadec
    - 196. Nova Zelândia Nordeste
    - 197. Three Kings-North Cape

  - 54. Nova Zelândia Sul
    - 198. Ilha Chatham
    - 199. Nova Zelândia Central
    - 200. Nova Zelândia Sul
    - 201. Ilha Snares

  - 55. Plataforma Australiana Central Oriental
    - 202. Tweed-Moreton
    - 203. Manning-Hawkesbury

  - 56. Plataforma Australiana Sudeste
    - 204. Cabo Howe
    - 205. Bassian
    - 206. Bassian Oeste

  - 57. Plataforma Australiana Sudoeste
    - 207. Golfos da Austrália do Sul
    - 208. Grande Baía Australiana
    - 209. Leeuwin

  - 58. Plataforma Australiana Central Ocidental
    - 210. Baía dos Tubarões (Shark Bay)
    - 211. Houtman
- Antártico / Oceano do Sul
  - 59. Ilhas Subantárticas
    - 212. Ilha Macquarie
    - 213. Ilhas Heard e Macdonald
    - 214. Ilhas Kerguelen
    - 215. Ilhas Crozet
    - 216. Ilhas Príncipe Eduardo
    - 217. Ilhas Bouvet
    - 218. Ilha de Pedro Primeiro

  - 60. Mar de Scotia
    - 219. Ilhas Sandwich do Sul
    - 220. Geórgia do Sul
    - 221. Ilhas Orkney do Sul
    - 222. Ilhas Shetland do Sul
    - 223. Península Antártica

  - 61. Alto Antártico Continental
    - 224. Terra de Wilkes Antártica Leste
    - 225. Terra de Enderby Antártica Leste
    - 226. Terra da Rainha Maud Antártica Leste
    - 227. Mar de Weddell
    - 228. Mar de Amundsen / Bellingshausen
    - 229. Mar de Ross

  - 62. Nova Zelândia Subantártica
    - 230. Ilhas Bounty e Antípodas
    - 231. Ilha Campbell
    - 232. Ilha Auckland

Biomas Marinhos
- 1. Ecorregiões Polares
- 2. Plataforma Continental Temperada e Ecorregiões Marinhas
- 3. Afloramento ou Ressurgência Temperada
- 4. Afloramentos ou Ressurgências Tropicais
- 5. Coral Tropical

### Literatura
- Blanchette M, Green ED, Miller W, Haussler D. (2004) Reconstructing large regions of an ancestral mammalian genome in silico. Genome Res. 2004 Dec;14(12):2412-23. ()
- Cox, C. Barry; Peter D. Moore (1985). Biogeography: An Ecological and Evolutionary Approach (Fourth Edition). Blackwell Scientific Publications, Oxford.
- Ma J, Zhang L, Suh BB, Raney BJ, Burhans RC, Kent WJ, Blanchette M, Haussler D, Miller W. (2006) Reconstructing contiguous regions of an ancestral genome. Genome Res. 2006 Dec;16(12):1557-65. Epub 2006 Sep 18.()
- Morrone, J.J. 2002. Biogeographic regions under track and cladistic scrutiny. J. Biogeogr. 29: 149-152.
- Pielou, E.C. (1979): Biogeography
- Schultz, J.: Die Ökozonen der Erde, Ulmer Stuttgart, 3rd ed. 2002 (1st ed. 1988). ISBN 3-8252-1514-8
- Schultz, J.: Handbuch der Ökozonen, Ulmer Stuttgart 2000. ISBN 3-8252-8200-7
- Schultz, J.: The Ecozones of the World, Springer, Berlin Heidelberg New York, 2n ed. 2005. ISBN 3-540-20014-2
- Schultz, J. 2007. The Ecozones of the World. Traducido al inglés por B. Ahnert. Segunda Edición. Springer, Verlag, Netherlands.
- Spalding, Mark D., Helen E. Fox, Gerald R. Allen, Nick Davidson et al (2007). "Marine Ecoregions of the World: A Bioregionalization of Coastal and Shelf Areas". Bioscience Vol. 57 No. 7, July/August 2007, pp. 573–583.
- Taberlet, P.; R. Cheddadi 2002. Quaternary Refugia and Persistence of Biodiversity (in Science's Compass; Perspectives). Science, New Series 297:5589:2009-2010.
- Udvardy, M. D. F. (1975). A classification of the biogeographical provinces of the world. IUCN Occasional Paper no. 18. Morges, Switzerland: IUCN.
- Waddell PJ, Kishino H, Ota R (2001) A phylogenetic foundation for comparative mammalian genomics. Genome Inform Ser Workshop Genome Inform 12: 141–154.
- Waddell, P.J., Okada, N., & Hasegawa, M. (1999) Towards resolving the interordinal relationships of placental mammals. Systematic Biology 48(1):1-5 [M. Uhen/M. Uhen]
- William J. Murphy, Eduardo Eizirik, Mark S. Springer et al., Resolution of the Early Placental Mammal Radiation Using Bayesian Phylogenetics,Science, Vol 294, Issue 5550, 2348-2351, 14 December 2001.

### Internet
- Website do IPCC (Intergovernmental Panel on Climate Change) e seu Quarto Relatório